# Омельяненко, Андрей Авксентьевич
Омельяненко Андрей Авксентьевич (8 октября 1931, Весёлые Терны, Криворожский район — 1 сентября 1995, Харьков) — советский учёный в области животноводства. Доктор экономических наук (1976), профессор (1988), академик УААН (1990). Заслуженный деятель науки и техники Украины (1992).

## Биография
Родился 8 октября 1931 года в селе Весёлые Терны Криворожского района в семье сельских служащих.
В 1955 году окончил агрономический факультет Харьковского сельскохозяйственного института.
В 1955—1959 годах работал агрономом в свеклосовхозах Львовской и Черновицкой областей УССР.
В 1959 году пришёл на работу в Научно-исследовательский институт животноводства Лесостепи и Полесья УССР (НИИЖЛиП УССР, ныне — Институт животноводства НААН).
В 1962 году защитил кандидатскую диссертацию на тему «Экономическая эффективность основных элементов системы воспроизводства стада крупного рогатого скота».
В 1974 году защитил докторскую диссертацию на тему «Основные направления интенсификации молочного скотоводства (на материалах овоще-молочных совхозов)».
В 1976 году присуждена учёная степень доктора экономических наук.
В 1976 году назначен директором Научно-исследовательского института животноводства Лесостепи и Полесья УССР.
В 1980—1982 годах — депутат Харьковского областного совета народных депутатов. В 1985—1987 годах — депутат Кулиничского поселкового совета народных депутатов Харьковского района Харьковской области.
В 1988 году избран членом-корреспондентом ВАСХНИЛ, присвоено учёное звание профессора по специальности «Экономика и технология производства продукции».
С 1990 года — академик Украинской академии аграрных наук, член Президиума академии.
В 1992—1993 годах — профессор кафедры крупного животноводства Харьковского зооветеринарного института.
Умер 1 сентября 1995 года в Харькове, где и похоронен.

## Научная деятельность
Специалист в области животноводства и кормопроизводства. Автор более 200 научных трудов. Подготовил 2 доктора и 7 кандидатов наук.
Выполнил фундаментальные исследования по организации племенного дела и сравнительной экономической оценки пород крупного рогатого скота. Исследовал вопрос повышения эффективности использования основных производственных фондов в молочном скотоводстве. Предложил оригинальную методику оценки экономической эффективности капитальных вложений.
Под руководством разработано новое направление интенсификации системы кормопроизводства. В 1980 году система принята на заседании научно-технического совета Министерства сельского хозяйства СССР, РСФСР и УССР и введена в хозяйствах республик.
Участвовал в создании украинской красно-рябой молочной и мясной пород скота.

### Научные труды
- Эффективность методов интенсификации животноводства (1971);
- Экономическая оценка пород крупного рогатого скота методом анализа массовых данных (1971);
- Спецхозы по выращиванию нетелей (монография, 1976);
- Интенсификация молочного скотоводства» (монография, 1977);
- Воспроизводство стада на молочных фермах индустриального типа (1978);
- Улучшение породных и продуктивных качеств скота» (монография, 1979).

В 1981 году под редакцией вышла книга «Основы промышленной технологии производства продуктов животноводства», принятая Министерством сельского хозяйства УССР как пособие для аграрных техникумов.

## Награды
- Медаль «В ознаменование 100-летия со дня рождения Владимира Ильича Ленина» (1970);
- Орден «Знак Почёта» (1976);
- Почётная грамота Президиума Верховного Совета УССР (1979);
- Орден Трудового Красного Знамени (1986);
- Премия Совета Министров СССР (1989, совместно с коллективом авторов-разработчиков) — за разработку энергосберегающей технологии консервирования зерна и початков кукурузы повышенной влажности;
- Заслуженный деятель науки и техники Украины (8 января 1992)[3];
- Государственная премия Украины в области науки и техники (31 декабря 1993)[4] — за разработку методов и вывода украинской красно-рябой молочной породы.

## Память
- Памятная доска в Киеве[5].